# Bornito de Sousa
Bornito de Sousa Baltazar Diogo (Quéssua, provincia de Malanje, 23 de julio de 1953) es un político angoleño. Actualmente ocupa el cargo de vicepresidente de Angola. Fue candidato a vicepresidente para el MPLA en las elecciones generales de 2017, junto con João Lourenço y miembro de la Asamblea Constituyente desde 2010. Juró oficialmente su cargo como vicepresidente el 26 de septiembre de 2017.

## Primeros años y educación
De Sousa nació en el municipio de Quéssua. Su padre, Job Baltazar Diogo, fue maestro de escuela primaria, y traductor Quimbundo-Portugués. Fue encarcelado por la agencia de seguridad portuguesa, la PIDE-DGS. Su madre, Catarina Manuel Simão Bento "Katika", era ama de casa.
Estudió en la Escuela Primaria "Amor e Alegría", en la Misión Metodista de Quéssua en Malanje y en la Escuela de la Iglesia Metodista Unida en Luanda. También asistió al Liceo Nacional Salvador Correia de Sá y Benevides en Luanda. Obtuvo una licenciatura en derecho de la Universidad Agostinho Neto y una licenciatura en ciencias de la Escola Superior do Partido.

## Carrera política
Comenzó como militante del MPLA en Luanda (distrito de Marçal) a la edad de 16 años, en 1969, influenciado por los acontecimientos que sucedían en el vecino Congo, el arresto de su padre, Job Baltazar Diogo, y su tío materno, el Dr. Luís Micolo. Fue encarcelado en la prisión de San Pablo en Luanda y São Nicolau (actual Cabo Verde) por el PIDE desde enero de 1971 hasta mayo de 1974. Fue liberado en mayo de 1974 después de la revolución del 25 de abril, junto con su hermano, el general Baltazar Diogo Cristóvão. Comenzó su carrera sirviendo como el primer Secretario Nacional de la JMPLA. En 1976, se convirtió en el comisario político de las Fuerzas Armadas de Angola.
Fue el presidente de la Comisión Constitucional de la Asamblea Nacional, que se encargó de redactar la constitución angoleña de 2010. También fue presidente del Grupo Parlamentario del MPLA hasta febrero de 2010, cuando fue nombrado Ministro de Administración Territorial el 2 de febrero de 2010, y fue reelegido para el cargo el 1 de octubre de 2012, después de las elecciones de 2012.

## Vida personal
Estaba casado con Maria José Rodrigues Ferreira Diogo. Tenían cuatro hijas: Nhenze Mpasi Diogo Mendes, Njolela Chili Diogo, Djamila do Carmo Diogo y Naulila Katika Diogo Graça.